# ТЭС Серша
ТЭС Серша (Siersza) — угольная тепловая электростанция на юге Польши, примерно на полпути между Катовицами и Краковом, в 5 км севернее города Тшебиня.

## Серша I
Станцию ввели в эксплуатацию в 1913 году с двумя генераторными установками мощностью по 2,5 МВт, включавшими паровые турбины производства Erste Brünner (Первый брненский машиностроительный завод) и генераторы швейцарской компании Brown Boveri. Пар поставляли три котла, сжигавшие низкосортный уголь с близлежащей шахты «Galicyjskich Akcyjnych Zakładów Górniczych w Sierszy». Выдача продукции осуществлялась под напряжением 5 кВ, на котором работали генераторы (однако сразу было предусмотрено использование трансформаторного оборудования с поэтапным повышением напряжения до 30 кВ). Особенностью ТЭС было то, что она создавалась не для снабжения конкретного предприятия (как многие другие станции региона), а для продажи электроэнергии потребителям.   
В 1922 году объект расширили за счёт установки ещё одного агрегата мощностью 5 МВт с турбиной Первого брненского завода и генератором Brown Boveri (поставленным её филиалом в немецком Мангейме). Во второй половине 1920-х мощность станции удвоилась благодаря монтажу четвёртого комплекта мощностью 12,5 МВт с паровой турбиной британской EEC и генератором Brown Boveri. Количество котлов увеличилось до семи.
В 1935 году напряжение выдачи электроэнергии повысили с 22 кВ до 30 кВ. 
Во время Второй мировой войны оборудование станции эксплуатировалось с перегрузками, что серьёзно ухудшило его состояние. Перед отступлением немцы вывезли часть компонентов самого мощного агрегата №4. В послевоенные годы восстановить станцию полностью не удалось — к середине 1950-х в работе оставались лишь два котла и турбина №3 мощностью 5 МВт. Её остановили в 1962 году с запуском первого блока новой станции Серша II.

## Серша II
В 1962–1963 годах ввели в строй два первых энергоблока мощностью по 130 МВт с французскими турбинами Alsthom TK-130, питавшимися от котлов ОР–410. В 1969–1970 годах к ним присоединились четыре блока по 125 МВт, оснащённые исключительно польским оборудованием: котлы ОР–380, турбины и генераторы производства Rafako (Рацибуж), Zamech (Эльблонг) и Dolmel (Вроцлав). 
Топливо для новой станции по-прежнему поступало с шахты Серша, соединённой с ТЭС конвейером в 1974 году. Продукты сгорания первых двух блоков удалялись через 150-метровую дымовую трубу, для остальных построили 262-метровую трубу. Золу складировали в бывшем песчаном карьере. Вода для охлаждения забиралась из близлежащих шахт и пруда на ручье Кози-Брод, а выдача электроэнергии осуществлялась по ЛЭП 110 кВ и 220 кВ.
В 1999–2002 годах провели коренную реконструкцию первых двух блоков. Здесь впервые в Польше установили котлы с циркулирующим кипящим слоем производства Rafako. Они питают генераторные комплекты с турбинами и генераторами ABB Alstom. После модернизации мощность каждого блока выросла до 153 МВт. 
В 1998 году по экологическим соображениям построили установку десульфуризации дымовых газов блоков 3–6 с 100-метровой трубой. Однако это не позволило довести характеристики 30-летних объектов до современных норм. В 2009 году вывели из эксплуатации блок №4, в 2016 — блок №5, а блоки 3 и 6 перевели в «холодный» резерв до конца 2019 года.
Помимо электроэнергии, станция поставляет 36,5 МВт тепловой энергии.
После прекращения добычи угля на шахте Серша в 2000 году топливо стали получать с других месторождений: Wieczorek, Wesola, Brzeszcze. С середины 1990-х золу начали складировать в подземных выработках шахт, а бывший золоотвал рекультивировали, засадив лесом.